# Либерально-демократическая партия (Япония)
Либерально-демократическая партия (яп. 自由民主党  дзию: минсюто:), ЛДП — японская политическая партия, находящаяся у власти (в т.ч. в составе коалиций) с 1955 года, за исключением периодов 1993-1994 и 2009-2012 годов.

## История
ЛДП была образована 15 ноября 1955 года в результате слияния двух партий: Либеральной и Демократической, выступивших единым фронтом против набиравших популярность социалистов. Возглавила её исполняющая обязанности председателя комиссия в составе Итиро Хатоямы, Такэторы Огаты, Бамбоку Оно. и Букити Мики. Мероприятия по случаю образования крупнейшей партии в Японии проходило в университете Тюо в Токио. В тот же день были приняты «Декларация об учреждении партии», «Программа», «Хартия партии», «Миссия Партии», и «Политическая программа партии». Первым председателем ЛДП на внеочередном съезде в апреле 1956 стал премьер-министр Итиро Хатояма. В дальнейшем эта партия стала ведущей в Японии. Все лидеры партии, за исключением Ёхэя Коно и Садакадзу Танигаки, являлись одновременно премьер-министрами.
Начиная с 1955 года, партия почти бессменно являлась правящей. С 1983 по 1986 составляла коалицию с Новым либеральным клубом. Летом 1993 года в ЛДП произошёл раскол, в результате которого она в августе 1993 года на 11 месяцев перешла в оппозицию, уступив власть коалиционным правительствам. В 1994—1996 гг. составляла коалицию с Социалистической партией, возглавляемую лидером социалистов Томиити Мураяма. В 1996—2009 годах вновь заняв лидирующие позиции, неизменно формировала правительство страны при поддержке мелких партий.
По результатам парламентских выборов 30 августа 2009 года перешла в оппозицию, однако смогла вернуть статус правящей партии по итогам досрочных выборов 2012 года.
По результатам парламентских выборов июля 2019 года ЛДП сохранила большинство в верхней палате, однако количество представителей сократилось со 123 до 113.
По итогам выборов в верхнюю палату парламента 11 июля 2022 года ЛДП одержала победу. Члены ЛДП получат 63 места в парламенте, ещё 13 мандатов получат члены партии «Комэйто», входящей в правящую коалицию. Таким образом, блок будут представлять 76 парламентариев из 125.

## Политическая позиция
Либерально-демократическая партия поддерживается большей частью консервативно-настроенного сельского населения, а также пользуется признанием у бюрократии, крупных корпораций (Кэйрэцу) и работников умственного труда.
Во внутренней политике партия придерживается консервативного курса и продолжает пользоваться поддержкой большей части населения. Но в связи со статусом правящей партии, нередки обвинения в использовании «административного ресурса». Также ЛДП беспокоят финансовые скандалы.
В отличие от левых партий, ЛДП никогда не имела чёткой политической идеологии и философии. Партийные деятели придерживаются позиций, которые можно охарактеризовать так — более правые, чем оппозиционные партии и не такие радикальные, как нелегальные правые группировки. Политика ЛДП традиционно ассоциируется со следующими целями: быстрый экономический рост на основе экспорта, тесное сотрудничество с США. Реформы, проводимые партией в последние годы, направлены на упрощение бюрократической системы, приватизацию государственных предприятий, принятие мер, включая налоговую реформу, связанных со старением населения. Другими приоритетами политики 1990-х являлись усиление влияния Японии в Азиатско-Тихоокеанском регионе, повышение внутреннего спроса, развитие науки и построение информационного общества.
Накануне выборов в Палату советников 2016 года партия заявляла о необходимости изменить статью 9 Конституции Японии, в которой установлен запрет на ведение Японией войны и создание сухопутных, морских и военно-воздушных вооружённых сил. Коалиция во главе с премьер-министром Синдзо Абэ считала данную статью явным анахронизмом и требовала её отмены, указывая на потенциальную военную угрозу со стороны КНДР. Соответствующая поправка в конституцию может быть принята 2/3 голосов депутатов обеих палат парламента, после чего она должна быть одобрена на всенародном референдуме. Для достижения этой цели у коалиции ЛДП-Комэйто уже есть необходимое большинство голосов в нижней палате парламента.
Совет по внешней политике правящей Либерально-демократической партии Японии одобрил соглашение о всестороннем региональном экономическом партнёрстве, заключённом 15 ноября 2020 г.

## Руководство
Председатель партии имеет право назначать генерального секретаря, председателя Политического совета, членов Исполнительного совета и Финансового комитета. Председатель избирается сроком на 3 года. Для выдвижения кандидатуры на высший пост в ЛДП необходимо заручиться поддержкой не менее 20 членов партии, являющихся депутатами парламента. Во внутрипартийном тайном голосовании участвуют парламентарии от ЛДП и члены региональных отделений — по три от каждой из 47 японских префектур. Для победы нужно набрать более 50 % голосов.